# 吉恩·詹姆斯
哈罗德·吉恩·詹姆斯（英語：Harold Gene James，1925年2月15日—1997年7月6日），美国NBA联盟前职业篮球运动员。